# Jim Jonsin
Jim Jonsin, właściwie James Scheffer – amerykański producent muzyczny i autor tekstów pochodzący z Palm Beach w stanie Floryda. Jest założycielem wytwórni Rebel Rock Entertainment.
Jonsin wyprodukował takie hity jak "Whatever U Like", rapera T.I., "There Goes My Baby", piosenkarza Ushera, "Kiss Me Thru the Phone", rapera Soulja Boy Tell 'Em'a, "Lollipop", rapera Lil Wayne'a, "Erase Me", rapera Kid Cudi'ego i "Just a Dream", rapera Nelly'iego.
W 2010 roku został laureatem nagrody 2010 BMI Pop Award za pracę przy utworze "Whatever You Like" na 58th Annual BMI Pop Awards.